# Attention (Ulrikke Brandstorp-dal)
Az Attention (magyarul: Figyelem) Ulrikke Brandstorp norvég énekesnő dala, mellyel Norvégiát képviselte volna a 2020-as Eurovíziós Dalfesztiválon Rotterdamban. A dal a 2020. február 15-én rendezett norvég nemzeti döntőben, a Melodi Grand Prix alatt megszerzett győzelemmel érdemelte ki a dalversenyen való indulás jogát.

## Eurovíziós Dalfesztivál
2020. január 6-án vált hivatalossá, hogy az énekesnő alábbi dala is bekerült a Melodi Grand Prix elnevezésű nemzeti döntő mezőnyének automatikus döntősei közé. A dal hivatalosan január 31-én jelent meg, a következő napon pedig a MGP elődöntőjében hangzott el először élőben. A 2020. február 15-én rendezett nemzeti döntőben elnyerte az Eurovíziós indulás jogát, ahol a nézői szavazatok alakították ki a végeredményt. Összesen 200 345 szavazattal nyerte meg a döntőt. Érdekesség, hogy a dal egyik szerzője, Kjetil Mørland 2015-ben képviselte Norvégiát a dalfesztiválon.
Az Eurovíziós Dalfesztiválon a dalt az előzetes sorsolás alapján először a május 12-i első elődöntő második felében adták volna elő, azonban március 18-án az Európai Műsorsugárzók Uniója bejelentette, hogy 2020-ban nem tudják megrendezni a versenyt a COVID–19-koronavírus-világjárvány miatt.

## Slágerlisták
| Slágerlisták (2020) | Legjobb helyezés |
| ------------------- | ---------------- |
| Norvégia (VG-lista) | 3.               |

## Külső hivatkozások
- Dalszöveg (angol nyelven). Genius Lyrics
- Stúdió verzió. YouTube-videó, Ulrikke – téma, 2020. február 11.
- A dal előadása a Melodi Grand Prix elődöntőjében. YouTube-videó, Ulrikke Brandstorp, 2020. február 2.
- A dal előadása a Melodi Grand Prix döntőjében. YouTube-videó, Eurovision Song Contest, 2020. február 16.